# Сніг на зеленому полі
«Сніг на зеленому полі» («Снег на зелёном поле») — радянський художній фільм 1981 року, знятий режисером Валентином Морозовим на кіностудії «Ленфільм».

## Сюжет
Шкільний проблемний фільм. Конфлікт між молодим учителем школи Студенцовим та завучем Лук'яновою розділив мешканців села Жуківка на дві частини. Восьмикласники підтримали свого вчителя, який щиро переживає не так за долю кожного вихованця, як за майбутнє безперспективного села.

## У ролях
- Руфіна Ніфонтова — Клавдія Іванівна Лук'янова, завуч
- Володимир Єрьомін — Студєнцов, вчитель
- Юрій Соловйов — Іван Федосійович, голова колгоспу
- Олександр Дем'яненко — батько Толі
- Ольга Агєєва — Світлана
- Діма Вєсєлков —  Даня
- Саша Гладкобородов — Толя Горєлов
- Оля Дуренкова — Іра
- Андрій Вавілов — Брошка
- Аня Головачова — Звонарьова
- Коля Астахов — епізод
- Олена Балясникова — епізод
- Слава Величко — епізод
- Світлана Кокшарова — епізод
- Віка Кочеулова — епізод
- Саша Крошняков — епізод
- Сергій Кутаков — епізод
- Таня Прямилова — епізод
- Олена Пухова — епізод
- Юрій Рашкін — епізод
- Оля Соловйова — епізод
- Сергій Татарчук — епізод
- Юра Ульянов — епізод
- Максим Урюпін — епізод
- Юрій Шепелєв — епізод
- Гелій Сисоєв — епізод

## Знімальна група
- Режисер — Валентин Морозов
- Сценарист — Едуард Шим
- Оператор — Олександр Дібрівний
- Композитор — Олександр Мнацаканян
- Художник — Олексій Федотов